# الدوري المنغولي لكرة القدم 2011
الدوري المنغولي لكرة القدم 2011 هو موسم من الدوري المنغولي لكرة القدم. كان عدد الأندية المشاركة فيه 8، وفاز فيه FC Ulaanbaatar ‏.